# Liste von Sakralbauten in Remagen

Remagen

Die Liste von Sakralbauten in Remagen gibt einen Überblick über die Kirchen, Klöster und sonstigen Sakralbauten in Remagen, Landkreis Ahrweiler.

## Liste
- Apollinariskirche

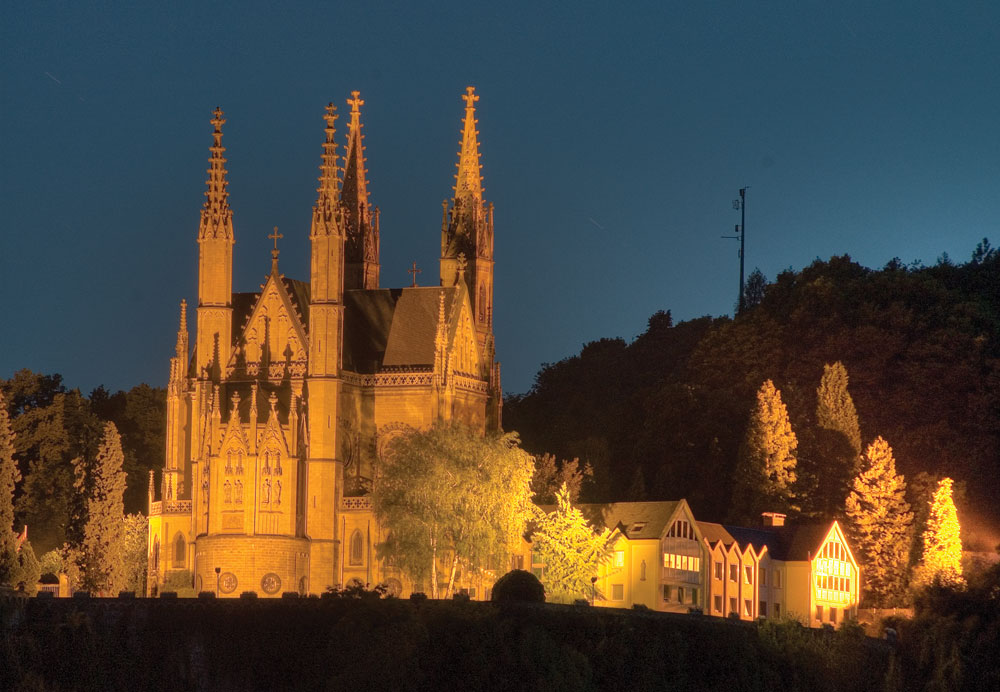
Apollinariskirche in Remagen

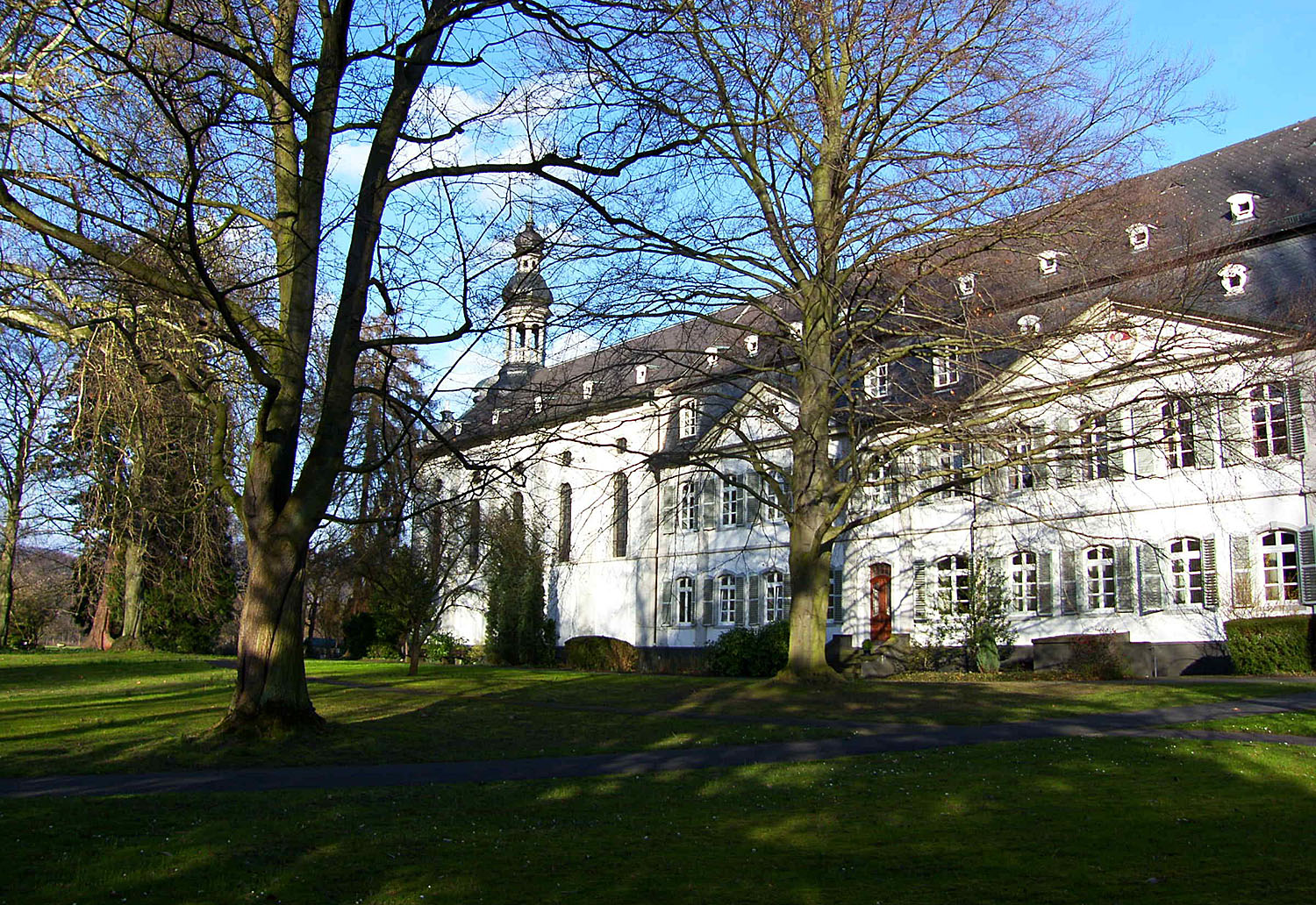
Franziskanerinnenkloster Rolandswerth

- Katholische Pfarrkirche St. Peter und Paul
- Evangelische Friedenskirche
- Kapelle Fürstenbergstraße
- Kapelle der ehemaligen Abtei Knechtsteden
- Kapelle Schwarze Madonna
- Alte Kapelle, Stadtteil Kripp
- Kapelle zur schmerzhaften Muttergottes, Stadtteil Kripp
- Katholische Pfarrkirche St. Johannes Nepomuk, Stadtteil Kripp
- Evangelische Kirche, Stadtteil Oberwinter
- Katholische Pfarrkirche St. Laurentius, Stadtteil Oberwinter
- Katholische Pfarrkirche St. Gertrudis, Stadtteil Oedingen
- Ehemalige Pfarrkirche St. Gertrud, Stadtteil Oedingen
- Katholische Kapelle, Stadtteil Rolandswerth
- Franziskanerinnenkloster Rolandswerth, Insel Nonnenwerth
- Klosterkapelle St. Clemens, Insel Nonnenwerth
- Katholische Pfarrkirche St. Remigius, Stadtteil Unkelbach